# Velika Lepetija
Velika Lepetija (en ucraniano: Велика Лепетиха, romanizado: Velyka Lepetyja; en ruso: Верхний Рогачик) es un pueblo ucraniano perteneciente al óblast de Jersón. Situado en el sur del país, forma parte del raión de Kajovka y del municipio (hromada) de Velika Lepetija.
El pueblo se encuentra ocupado por Rusia desde marzo de 2022 en el marco de la invasión rusa de Ucrania.

## Geografía
Velika Lepetija está a orillas del embalse de Kajovka en el río Dniéper. El asentamiento se encuentra 75 km al noreste de Nueva Kajovka y 153 km al noreste de Jersón. 

## Historia
Durante los tiempos del Sich de Zaporiyia, había cuarteles de invierno de cosacos de Zaporiyia dedicados a la pesca y la agricultura. A fines del siglo XVIII, el gobierno zarista asignó a dos nobles francesas estas tierras y aquí nació Velika Lepetija en 1792. 
De acuerdo con la ley del 24 de noviembre de 1866 sobre el sistema de tierras de los campesinos estatales, los residentes de Velika Lepetija recibieron el derecho al uso permanente de la tierra asignada a la asignación; pero tenían que aportar más de 16.000 rublos a la tesorería cada año.
Velika Lepetija ha sido el centro del distrito desde 1923, primero en el óblast de Melitópol y luego en el de Dnipró. El 30 de marzo de 1944, el distrito de Velika Lepetija pasó a formar parte del recién creado óblast de Jersón.  
En la Segunda Guerra Mundial, Velika Lepetija fue ocupada por tropas de la Wehrmacht desde el 16 de septiembre de 1941 hasta el 8 de febrero de 1944. En julio de 1942, los alemanes dispararon contra 48 personas en una noche. Durante tres días en octubre de 1943, los nazis ejecutaron públicamente a otros 17 ciudadanos soviéticos por desobedecer a las autoridades alemanas. 
Velika Lepetija tiene el estatus de asentamiento de tipo urbano desde 1956. En 1969, aquí funcionaba una fábrica de mantequilla, una fábrica de materiales de construcción y una planta de procesamiento de alimentos. 
Hasta el 18 de julio de 2020, Velika Lepetija fue el centro del raión homónimo. El raión se abolió en julio de 2020 como parte de la reforma administrativa de Ucrania, que redujo el número de rayones del óblast de Jersón a cinco. El área del raión de Velika Lepetija se fusionó con el raión de Kajovka.En 2023, Velika Lepetija perdió el estatus de asentamiento de tipo urbano debido a la eliminación de este estatus administrativo.
Desde el 22 de abril de 2022, la comunidad de Velika Lepetija y su territorio circundante se encuentra bajo control ruso en el marco de la invasión rusa de Ucrania.

## Demografía
La evolución de la población de Velika Lepetija entre 1886 y 2022 fue la siguiente:
| 5145                                                          | 8944 | 10 018 | 10 446 | 10 750 | 9878 | 8546 | 8226 | 5404 | 7707 |
| (Fuente: Cities & Towns of Ukraine y UKRAINE: Größere Städte) |      |        |        |        |      |      |      |      |      |

Según el censo de 2001, el 86,37% de la población son ucranianos y el 13,04% son rusos.

## Economía
La base de la economía del distrito es la producción agrícola.

## Infraestructura

### Transporte
Velika Lepetija tiene acceso a una carretera pavimentada que sigue la orilla izquierda del Dniéper y conecta Kajovka con Kamianka-Dniprovska. En Kajovka, hay acceso a la autopista M14, que conecta Jersón con Mariúpol a través de Melitópol. Otro camino conduce a Geníchesk a través de Nizhni Sirogozi.  